# آش
آش 
 یکی از خوراک‌های اصیل ایرانی است که تقریباً در تمام ایران پخته می‌شود. آش چندین نوع است از جمله آش رشته، آش ماست، آش شله قلمکار، آش جو، آش دوغ و… ساده‌ترین آن آش رشته است و از سبزیجات، حبوبات و رشته و کشک تشکیل شده و از سیر داغ، پیاز داغ و نعناع داغ برای تزیین آن استفاده می‌کنند.
حدوداً ۴۰۰ نوع آش در سراسر ایران به شکل‌های مختلفی طبخ می‌شود، و تقریباً ۱۰ نوع آش وجود دارد که در آن از گوشت استفاده شده‌است.
ادویه‌های مورد نیاز:نمک، زردچوبه، فلفل

## واژه‌شناسی
واژهٔ «آش» در زبان پارسی از ریشهٔ پیشاهندواروپایی «*hed/ *ed» به معنای «خوردن» مشتق شده است. این ریشه در زبان‌های آریایی به شکل «*آس» درآمده که معنای اصلی آن «خوردن» است. در زبان‌های ایرانی کهن، این ریشه واژگانی مرتبط با غذا و خوردن پدید آورده است، مانند «asAkrahk (کَهْرْکاسَه: کرکس، مرکب از: کَهرکَه: مرغ + آسَه: خوار) اوستایی. 
در پارسی، از این ریشه کلماتی چون «آشپز»، «آشپزخانه»، «آش‌رشته»، و «آش‌خوری» ساخته شده است. واژهٔ «آش» به خوراکی اشاره دارد که از ترکیب مواد اولیه در یک ظرف و پختن آن‌ها تهیه می‌شود و یکی از غذاهای سنتی ایرانی محسوب می‌شود.
کلمه آش از زبان فارسی گرفته شده‌است. در فارسی واژهٔ «با» نیز به معنی آش و خوراک فراوان بکار رفته‌است. شوربا، گندم‌با، کدوبا، ماست‌با، اسپیدبا، اوماج، غوره‌با، زیره‌با و… در نوشته‌ها تکرار شده‌است.
با یا باج (اوماج) از باگ پارسیگ بازمانده و به معنی خوراک است. بنابر نظر مایرهفر -bā- احتمالاً صورت جدیدتر bāg-- از کلمهٔ pāka- در ایرانی باستان و از ریشهٔ pak- یا pac- به معنای پختن است که در فارسی امروز به صورت پختن و پز به کار می‌رود (بنگرید به نانوا/نانبا).
واژگان سکباگ، دوغباگ، نارباگ، زیرباگ، سپیدباگ و… به زبان عربی نیز راه یافته‌است (السکباج، الدوغباج، النارباج، المزیرباج، الإسبیذباج و الجرذباج).

## انواع آش
آش از غذاهای اصلی و رایج مردم قدیم بوده‌است، چنان‌که به طباخ، آشپز گویند. انواع آش مرسوم بوده‌است.

### آش اُماج
یکی از آش‌های استان قم می‌باشد. در این آش از نوعی خمیر برای پخت استفاده می‌شود دلیل اسم این آش به اُماج به دلیل خمیری است که در آن استفاده می‌شود.

### آش انجبیر خوی
آش انجبیر خوی از آش‌های شهرستان خوی است.

### آش برگ مو
آش برگ مو از آش‌های محلی ارومیه هست.

### آش بی‌بی سه‌شنبه
یکی از آش‌های رایج در شهر اراک است که بیشتر جنبه نذری دارد و در سر سفره بی بی سه شنبه می‌گذارند و حاجت می‌گیرند.

### بوغدا آشی
آش غذایی بسیار خوشمزه مخصوص استان زنجان است؛ که با نزدیک شدن به ماه‌های سرد سال بیشتر پخته می‌شود.

### آش جوش پره
آش جوش پره، آش مخصوص جنوب خراسان رضوی و خراسان جنوبی است و طی مراسم خاصی و بیشتر در میهمانی‌ها طبخ می‌شود.

### آش لِخشَک یا قاییش
آش لِخشَک یا لِشخَک نوعی آش رشته‌است. رشته را نازک و پهن می‌برند و با سبزی و مواد دیگر می‌پزند و چاشنیش کشک است و گاه سیرداغ هم بر سر دارد. روی آن قیمه هم می‌ریزند، طبخ این آش در جنوب خراسان مرسوم است.
این آش در شمال خراسان به همان شیوه (بدون قیمه) ولی با نام قاییش یا قَییش طبخ می‌شود.

### آش کاردین (کارده یا حوره)
کاردین نوعی از انواع آش‌های ایرانی است که مخصوص زاگرس نشینان و مناطق کوهپایه ای زاگرس همچون استان‌های خوزستان (بهبهان)، فارس، کهگیلویه و بویراحمد، چهار محال و بختیاری و لرستان می‌باشد. این آش از گیاهی به نام کاردین که در ارتفاعات سرد زاگرس می‌روید تهیه و پخت می‌گردد و در برخی مناطق به نام آش حوره نیز شناخته می‌شود.
این گیاه شبیه کاهو می‌باشد و بسیار تند و برنده است که طی عملیات خاصی شیرین می‌شود؛ و بعد از شیرین سازی این گیاه، آشی ساده درست می‌شود که بسیار خوشمزه و ترش است.

### آش آبلیمو
آش آبلیمو نوعی از انواع آش‌های ایرانی است. در طبخ این آش از سبزیجات مخصوص نظیر: تره، جعفری، گشنیز، نعناع، و لپه و برنج استفاده می‌شود و این آش با گوشت چرخ‌کرده (کوفته ریزه) یا گوشت مرغ و نعناع داغ و آبلیمو یا آبغوره مصرف می‌شود.

### آش آذربایجان
آش آذربایجان یک نوع از انواع آش‌های اصیل ایرانی و همان‌طور که از اسمش پیدا است متعلق به آذربایجان است که در طبخ آن از لپه، بلغور، سبزی (شوید، تره، پیازچه، نعناع، مرزه، ریحان) استفاده می‌شود.

### آش آلو
آش آلو نوعی از انواع آش‌های ایرانی است. در طبخ این آش از سبزیجات مخصوص نظیر: تره، جعفری، گشنیز، نعناع و لپه و برنج و آلوی تازه استفاده می‌شود و این آش با گوشت چرخ شده (کوفته ریزه) یا گوشت مرغ و نعناع داغ و مصرف می‌شود.

### آش بادمجان
در شهرهای استان همدان به ویژه شهرستان ملایر و کرمانشاه پخته می‌شود.

### آش برزنگک
برزنگک از آش‌های محبوب در شهر بهبهان است. ترکیب این آش از موادی مانند گوشت، دنبه گوسفند، شیره خرما، نخود لپه و سرکه است. برای آماده کردن آن گوشت با پیاز داغ و دنبه سرخ شده و سپس جهت پخت به آن آب و مواد افزودنی اضافه می‌شود. بعد از پختن گوشت، نخود لپه، شیره خرما و سرکه به آن اضافه شده و پس از جا افتادن مصرف می‌شود. این آش که معمولاً در وعده صبحانه استفاده می‌شود بسیار مقوی است و مزهٔ شیرین و ملس دارد.

### آش انار

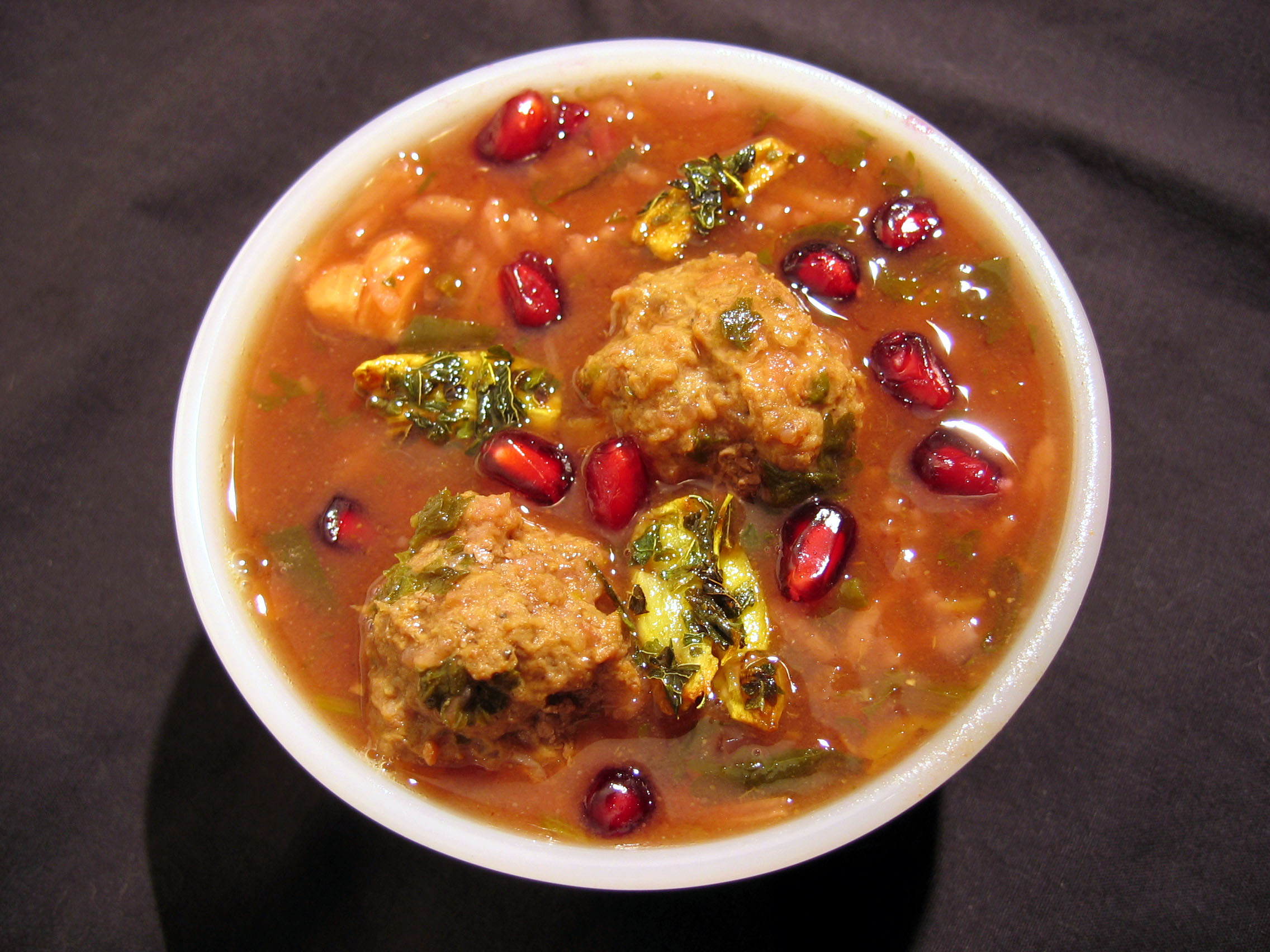
آش انار

آش انار یک نوع از انواع آش‌های ایرانی است. در طبخ این نوع آش از سبزیجات معطر و مخصوص آش نظیر: تره، جعفری، گشنیز، نعناع و حبوبات نظیر لپه، برنج و پیاز و گوشت قرمز و انار و گلپر و روغن استفاده می‌شود و این آش با نعناداغ تزئین و مصرف می‌شود.
مواد لازم: چغندر یک‌دانه، برنج یک لیوان و نیم، گوشت چرخ کرده نیم کیلو، لپه نصف لیوان، انار، نعنا خشک و پیاز داغ به اندازه کافی.

### آشترخینه
در استان‌های اصفهان ،شیراز ، ایلام، لرستان پخته می‌شود. این آش را با ترخینه درست می‌کنند که به صورت خشک تهیه می‌شود. ترخینه یا ترخوانه از جوشاندن بلغور در شیر یا دوغ ترش به‌دست می‌آید. برای تهیهٔ این آش به ترخینه، عدس، پیاز، سبزی شامل تره، جعفری، گشنیز و اسفناج احتیاج است.

### آش ترخون
آش ترخون یکی از آش‌های سنتی و اصیل مشهدی است که از دو ماده اصلی بلغور گندم و ترخون استفاده می‌شود، برای تهیه این آش از برنج، نخود، پیاز، لوبیا، ماش، عدس، تره و ترخون احتیاج است.

### آش ترش
آش ترش یک نوع غذای سنتی ایرانی و نوعی از آش است. این آش نوعی از آش‌های محلی مازندران و گیلان نیز محسوب می‌شود.
آش ترش مانند آش رشته تهیه می‌شود با این تفاوت که که علاوه بر اسفناج، لوبیا و نخود (که در آش رشته ریخته می‌شود)، کشمش، زردآلوی خشک و آلوچه تر نیز به آن اضافه می‌شود و پس از پختن نیز سرکه و شیره انگور به آن اضافه می‌شود و سپس میل می‌شود.

### آش سبزی

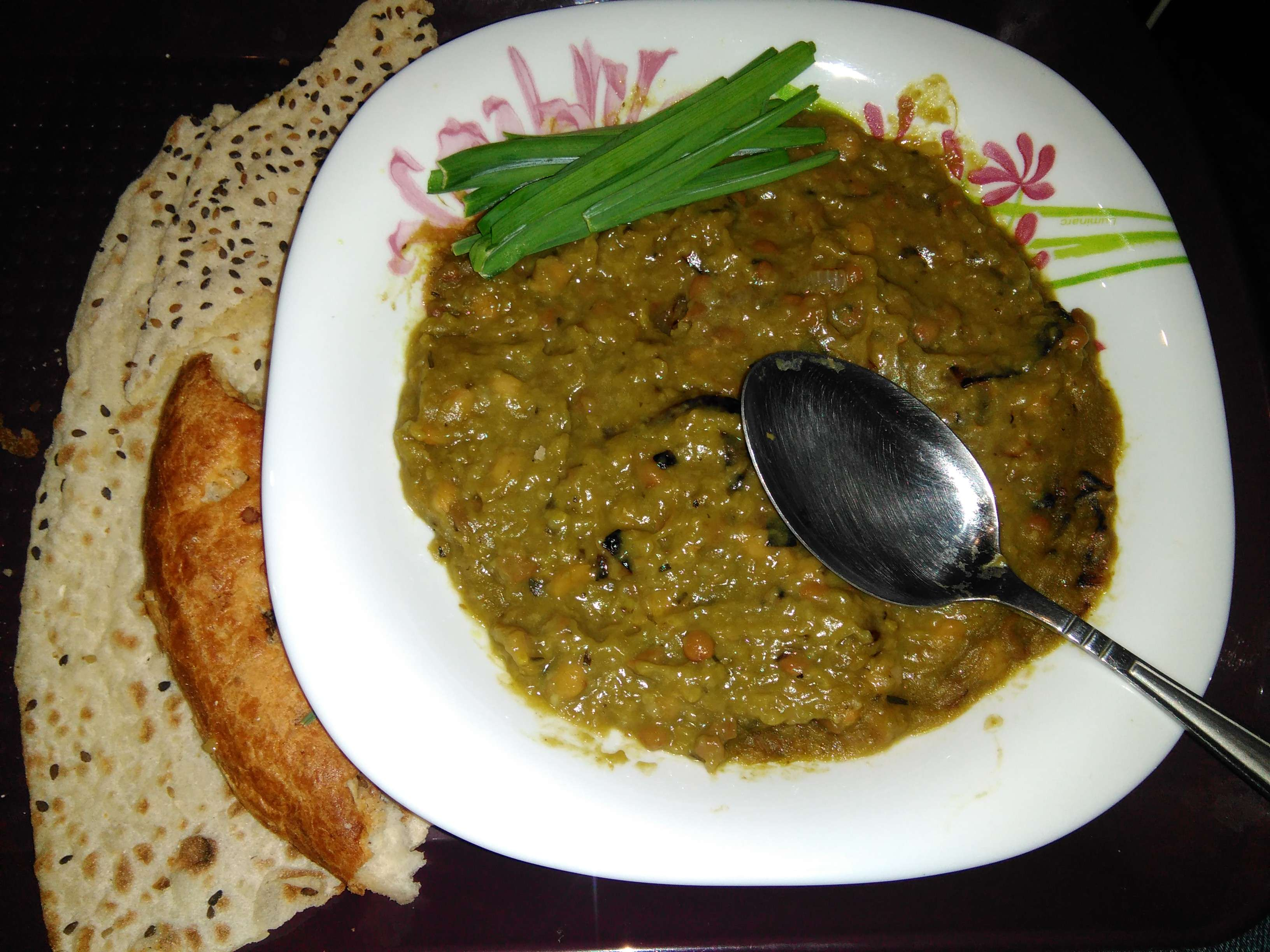
آش سبزی (طبخ در اصفهان)

آش سبزی یکی از شناخته‌ترین و محبوب‌ترین آش‌ها در شیراز است؛ و در اعیاد مذهبی مخصوصاً رمضان و محرم برای نذر کردن، زیاد پخته می‌شود.

### آش سکباج
در اصل از سرکه انگور، گوشت گوسفند یا مرغ، پیاز، زردک (هویج ایرانی)، عسل یا نبات یا شکر سرخ و اسفناج تهیه می‌شود که گاهی به آن سبزی‌هایی همانند تره، نعناع، کرفس و زعفران اضافه می‌کنند.

### آش سه نگه سیر
آش سنتی سَهْ نَگهِ سیر، با ترکیباتی از، سینه مرغ، برنج نیم دانه، عدس، زردچوبه، فلفل سیاه، فلفل قرمز، پیاز، سیر، نعنا، نمک و روغن، در کردستان طبخ می‌شود.

### آش جو
آش جو یک نوع از انواع آش‌های ایرانی است. در طبخ این نوع آش از سبزیجات معطر و مخصوص آش نظیر: تره، جعفری، گشنیز، شوید و حبوبات نظیر نخود، لوبیا، عدس و برنج و جو پوست گرفته، پیاز و کشک غلیظ زردچوبه و روغن استفاده می‌شود و این آش با نعناداغ و پیاز داغ تزئین و مصرف می‌شود.

### آش خیار چنبر

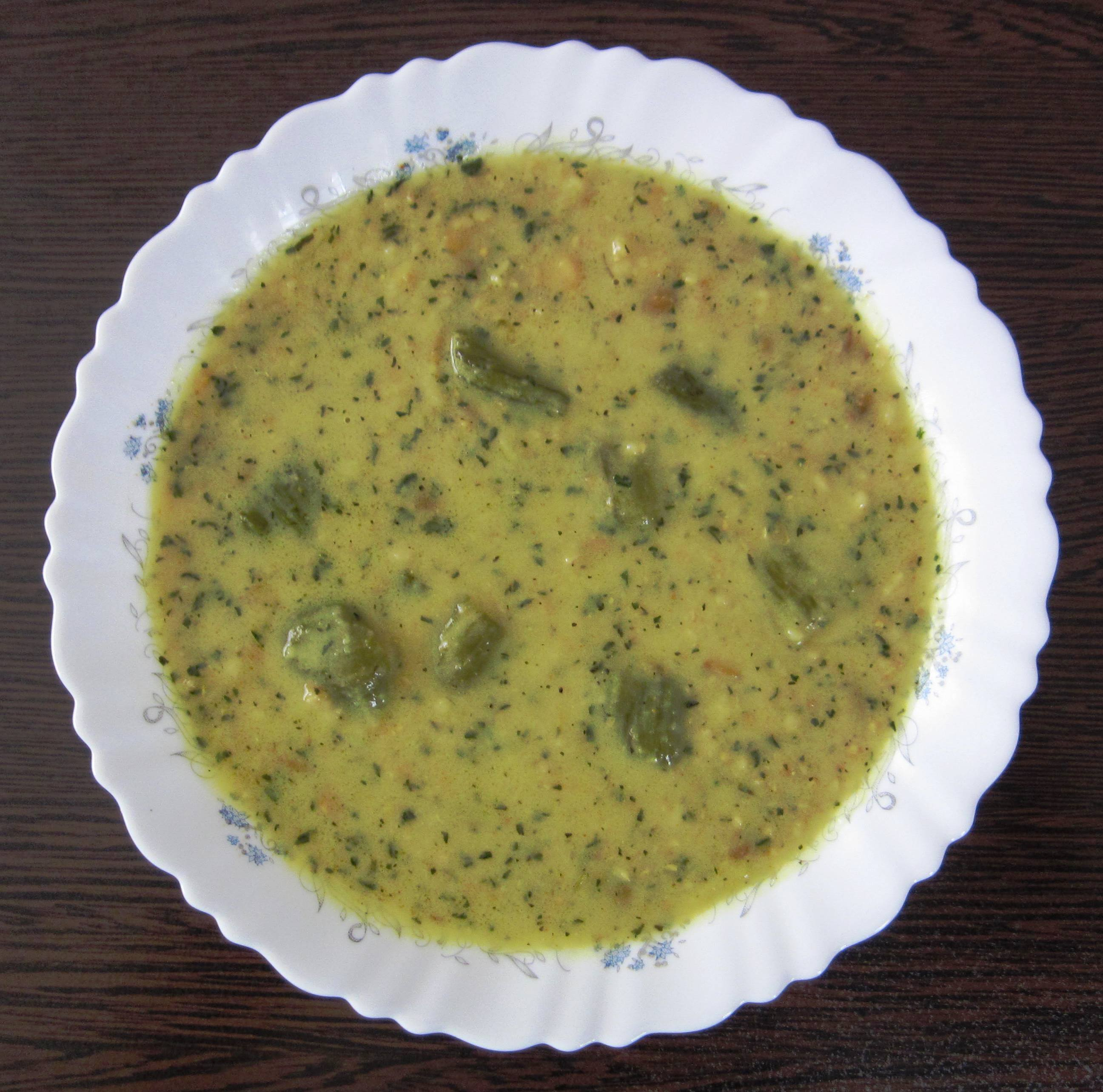

آش خیارچنبر نوعی از آش‌های ایرانی و مخصوص استان‌های مرکزی و همدان است. این آش در شهریور ماه که فصل خیار چنبر است تهیه می‌شود. مواد آن شامل بلغور، نخود، لوبیا و خیار چنبر است که آن را خرد می‌کنند و داخل حبوبات پخته شده می‌ریزند و همراه با کشک و نعناع و پیاز و سیر داغ می‌خورند.

### آش دنگو
یکی از آش‌های معروف زاگرس نشینیان و مناطق کوهپایه ای زاگرس از جمله استان‌های کهگیلویه و بویر احمد، چهار محال و بختیاری و خوزستان است این آش سرشار از حبوبات است و معمولاً در فصل زمستان برای مقابله با سرماخوردگی تهیه می‌شود.

### آش دوغ

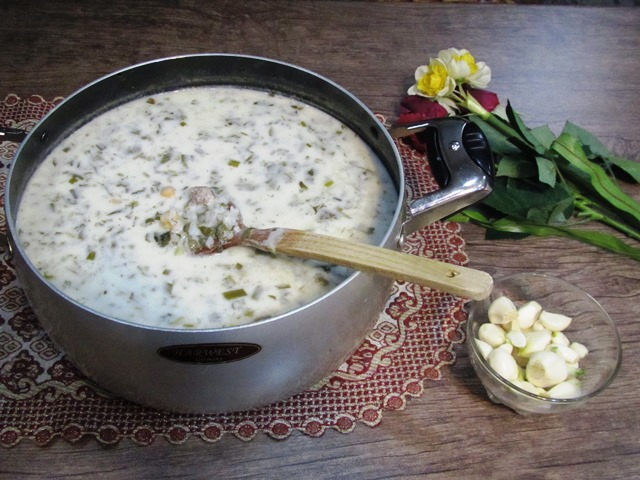
أش دوغ

آش دوغ یکی از غذاهای مشهور ایران و بیشتر متعلق به منطقهٔ آذربایجان و کردستان است.
نوع دیگری از این آش در مازندران و گرگان نیز مرسوم می‌باشد که با استفاده از دوغ محلی و عدس، لوبیا، نخود، سبزیجات معطر محلی مخصوص آش، کدو حلوایی، چغندر، باقالا و رشته آش طبخ می‌گردد و عموماً در مراسمات نذری بین عموم پخش می‌گردد و گزینه مناسبی مخصوص دورهمی‌های خانوده‌های طبری است.
این غذا را با استفاده از ماست یا دوغ تازه، سبزی آش یا سبزی محلی یا کوهی، برنج، سیر، نخود، تخم مرغ، پیاز و نمک می‌پزند. در هنگام خوردن نیز می‌توان از سیر کوبیده تازه و نعنای داغ و پیازداغ نیز استفاده کرد. معمولاً این غذا دارای طعمی ترش‌مزه‌است.

### آش رشته

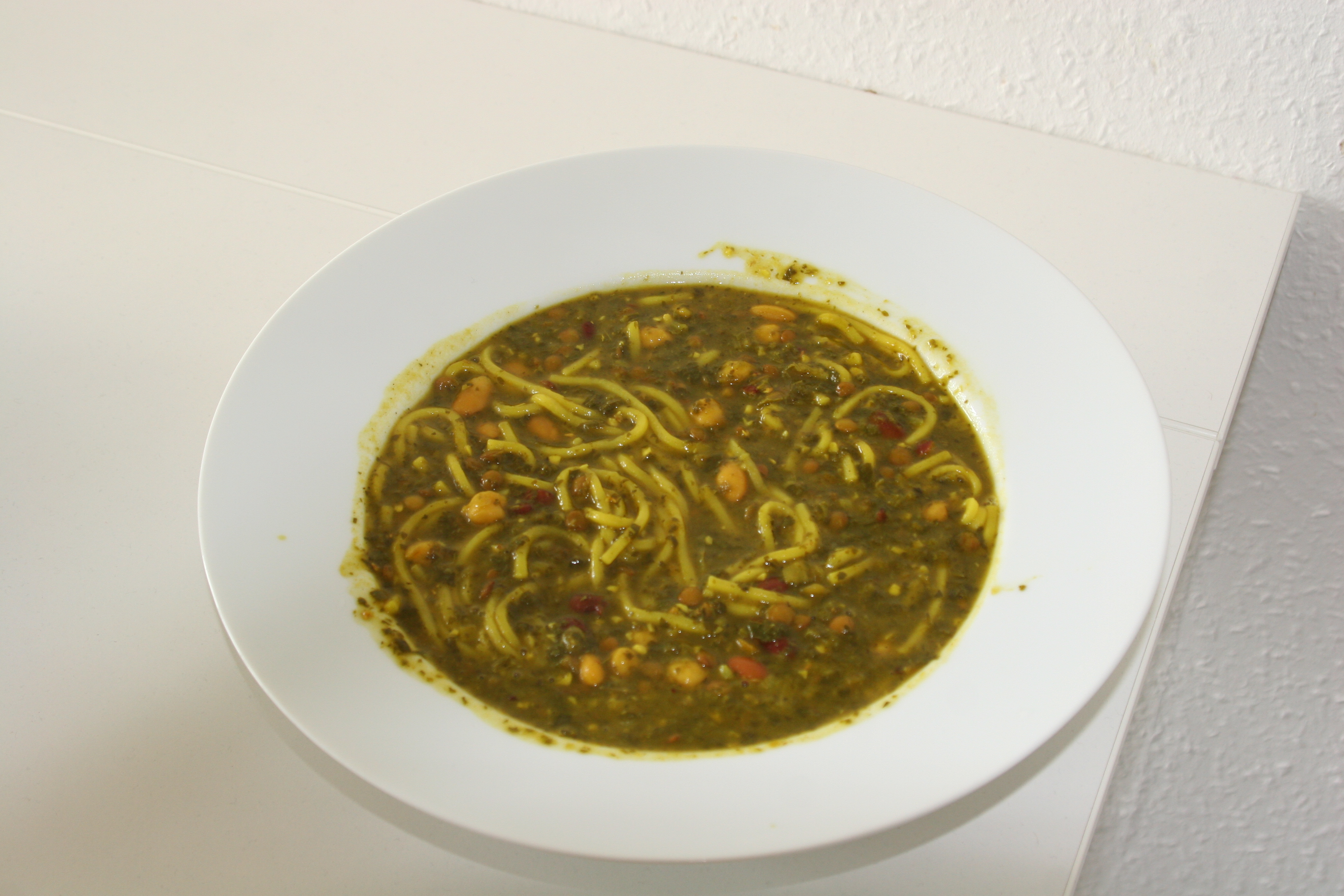

آش رشته از معروف‌ترین آش‌های ایرانی است. در طبخ این آش از سبزیجات مخصوص مانند، جعفری، گشنیز، اسفناج، و برگ چغندر و انواع حبوبات نظیر نخود، عدس، انواع لوبیاها و رشتهٔ آشی استفاده می‌شود. این آش را غالباً با کشک اما گاهی با سرکه مصرف می‌کنند، در بعضی مناطق هم از قارا (قره‌قروت ترش) استفاده می‌کنند. از دیگر محتویات آن نعناع داغ، پیاز داغ و سیر داغ می‌باشند.
این آش معمولاً به عنوان پیش غذا سرو می‌شود.

### آش زردک

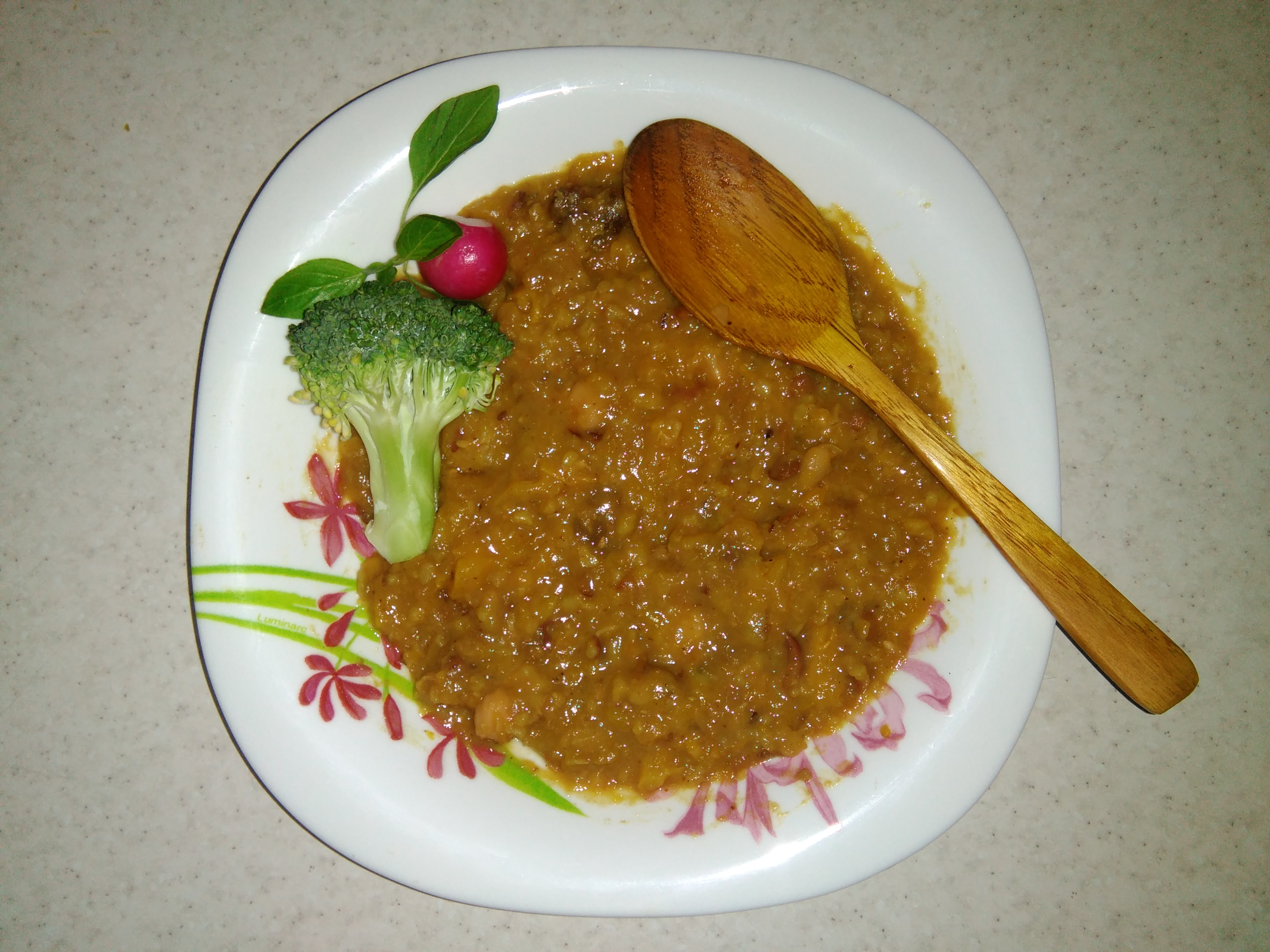

### آش ساک
آش ساک نوع دیگری از انواع آش‌های ایرانی است. در طبخ این نوع آش از اسفناج و لپه و آرد برنج و پیاز و گوشت چرخ‌کرده و آب غوره و تخم مرغ و پیاز و روغن استفاده می‌شود و این آش با نعناداغ تزئین و مصرف می‌شود.

### آش شوربای سبزی
آش شوربای سبزی از ترکیب کوفته ریزه، لپه، ماش و برنج تهیه می‌شود.

### آش شلغم

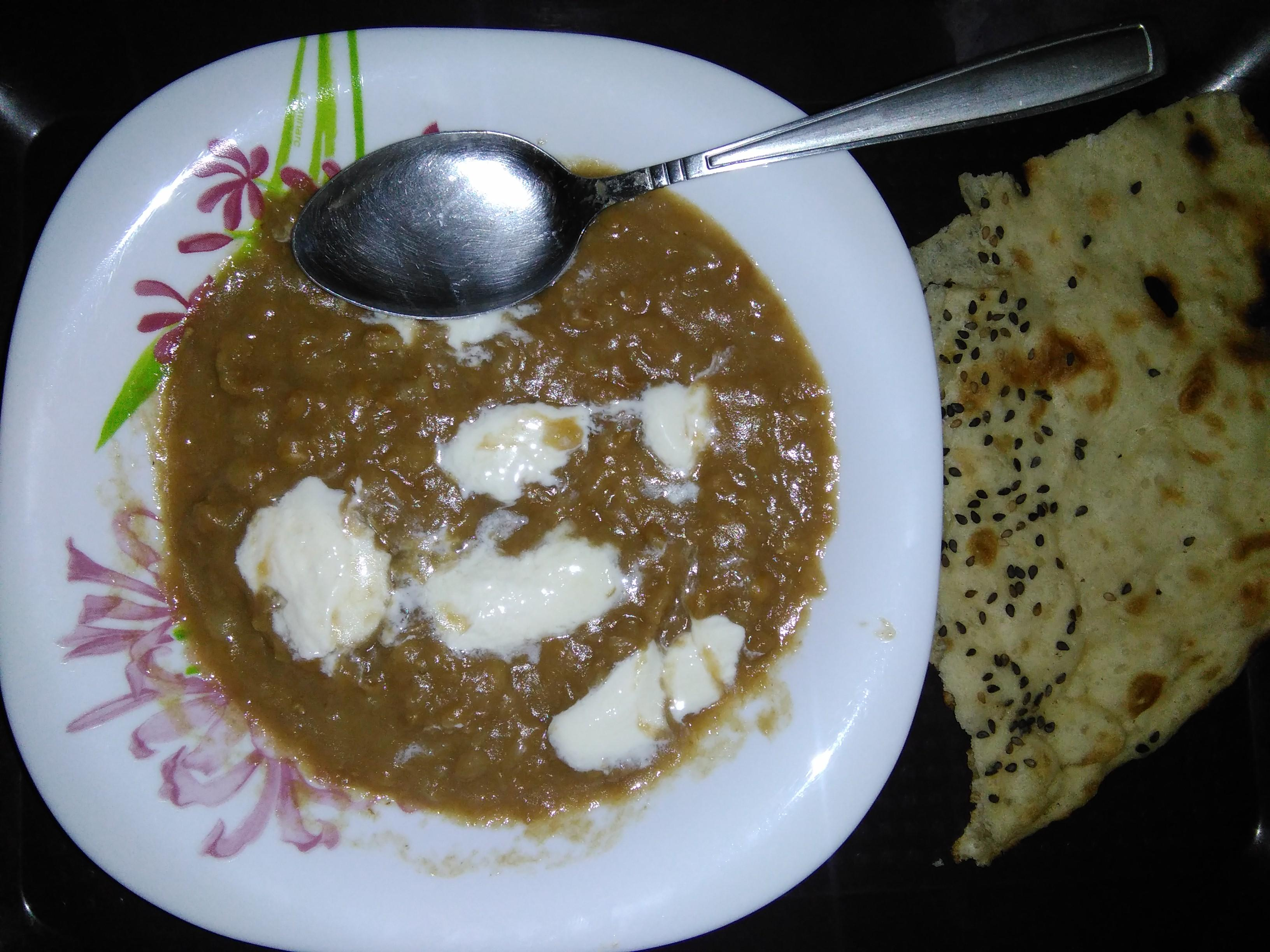

آش شلغم نوع دیگری از انواع آش‌های ایرانی است. در طبخ این نوع آش از شلغم، لپه یا عدس، برنج، پیاز، آبلیمو، شکر، روغن و نمک استفاده می‌شود و این آش با نعنا داغ تزئین و مصرف می‌شود.

### آش شله قلمکار

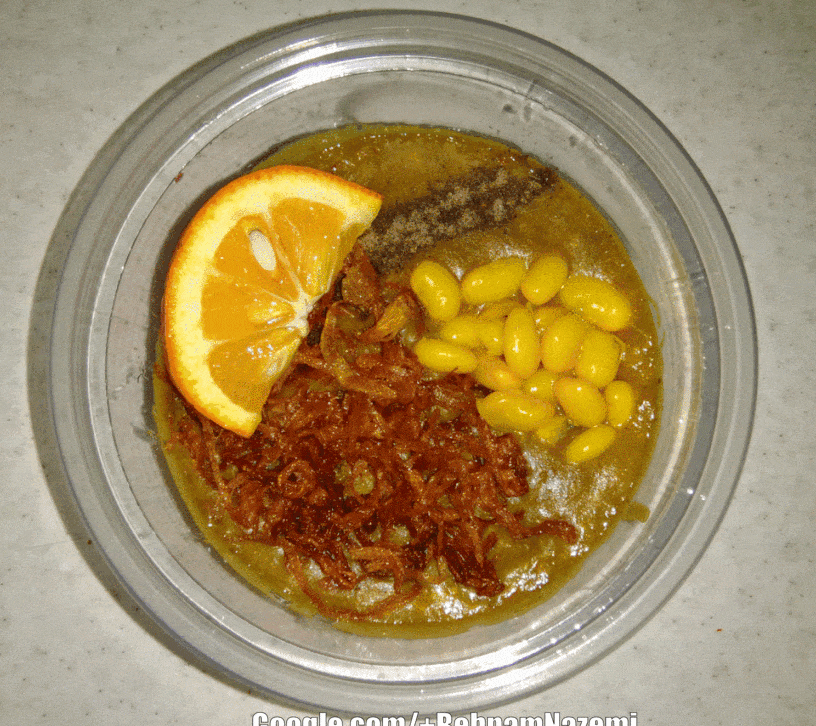

آش شله قلمکار معروفترین نوع از انواع آش‌های ایرانی است. در طبخ این نوع آش از سبزیجات معطر و مخصوص آش نظیر: تره، جعفری، گشنیز، اسفناج و حبوبات نظیر نخود، لوبیا، عدس، برنج، پیاز و همچنین گوشت سردست بی استخوان، زردچوبه و روغن استفاده می‌شود. این آش با نعناع داغ تزیین و مصرف می‌شود.
مخصوص ایرانیان است.

### آش شولی یزدی
پختن آش شولی یزدی خصوصاً اوماج آش، زمان نسبتاً زیادی می‌برد؛ ولی حتی یک بار در سال، خوردن آن در خاطره و ذهن اعضای خانواده و میهمانان می‌ماند.
بهترین زمان پخت این آش، اوایل پاییز یا اواخر تابستان است تا اوماج به راحتی خشک شود. همچنین زمانی است که چغندر تازه‌وارد بازار شده‌است.

### آش شله زرد

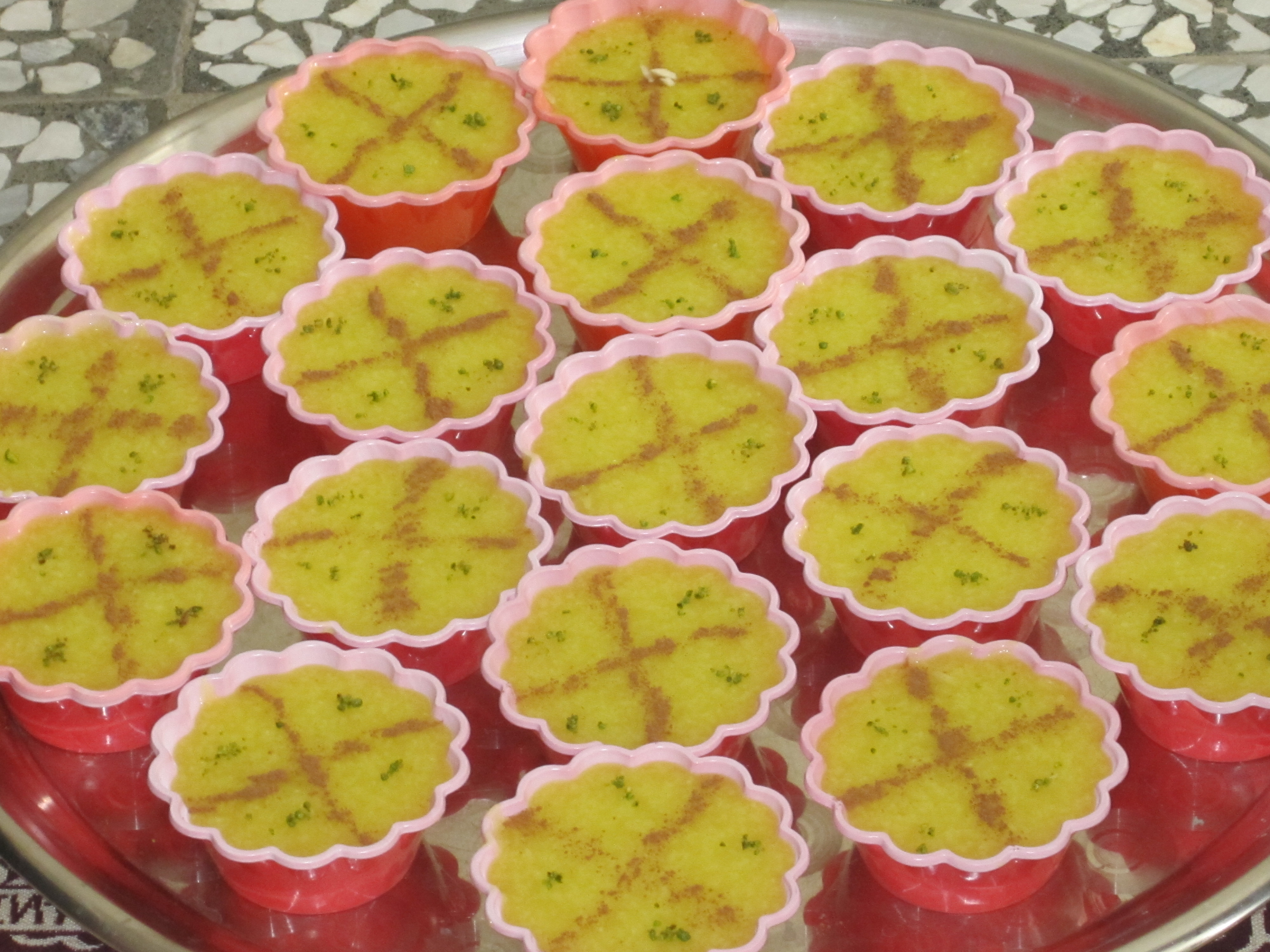
آش شله زرد که در بسیاری از مناطق ایران به مناسبت نیمه شعبان و دیگر اعیاد مذهبی مسلمانان پخته می‌شود.

شله یا شله زرد، …

### آش شیر
آش شیر نوعی آش است. برای تهیه آش شیر برنج را با شیر می‌جوشانند و پس از پخته شدن برنج و سرد شدن آش، آن را با اضافه کردن شکر، نمک، مربا یا عسل میل می‌کنند. آش شیر از آش‌های محلی استان زنجان است که در زبان ترکی محلی به آن «سوت آشه» می‌گویند. آش شیر به شیر برنج شبیه‌است.

### آش عباسعلی
آش عباسعلی یکی از آش‌های معروف و سنتی کرمانشاه است. این آش در ماه مبارک رمضان به عنوان افطاری پر طرفدار بوده و از محبوبیت خاصی بر خوردار است. این آش ترکیبی از غلات و حبوبات و گوشت می‌باشد.

### آش قلقل
آش قلقل یکی از آش‌های جنوب و مخصوص شوشتر می‌باشد؛ که از ترکیب گندم با گوشت پخته می‌شود و حبوباتی شامل لوبیا چیتی نخود باقلا و عدس نیز در پختن آن استفاده می‌کنند، این غذا معمولاً برای صبحانه یا شام صرف می‌شود

### آش غوره
آش غوره نوعی از انواع آش‌های ایرانی است. در طبخ این آش از غوره عسگری تازه سبزیجات مخصوص نظیر: تره، جعفری، گشنیز، نعناع و حبوبات نظیر لپه و لوبیا استفاده می‌شود و این آش با گوشت مرغ و نعناداغ و آب غوره یا آبلیمو مصرف می‌شود.

### آش قره قروت
یکی از آش‌های سنتی استان مرکزی می‌باشد.

### آش کدو
آش کدو نوع دیگری از انواع آش‌های ایرانی است. در طبخ این نوع آش از کدوحلوائی، عدس، برنج، پیاز، آبلیمو، شکر، روغن و نمک استفاده می‌شود و این آش با نعنا داغ تزئین و مصرف می‌شود.
آش کدو را در گیلان به روش دیگری نیز درست می‌کنند؛ و برای تهیه آن از کدوحلوائی، برنج، شیر و نمک استفاده می‌کنند. هنگامی که آش آماده شد و در ظرف کشیدند کرهٔ آب کرده رویش می‌دهند و سپس دارچین و شکر می‌ریزند.

### آش کشک
آش کشک انواع مختلفی دارد و اکثر شهرهای سرد سیر ایران این آش را تهیه می‌کنند ولی هر کدام بر اساس ذائقه و فرهنگ خود آن را درست می‌کنند.

### آش کاچی
برای تهیه این آش: بلغور گندم، آب، روغن حیوان، سیر، پودر نعناع، کشک، نمک

### آش کلم قمری
آش کلم قمری یک نوع از انواع آش‌های ایرانی است. در تهیه این نوع آش از کلم قمری، برنج، پیاز و گوشت چرخ‌کرده و زردچوبه و روغن و نمک و فلفل استفاده می‌شود. این آش با نعناداغ تزئین می‌شود.

### آش گندم
آش گندم از انواع آش‌های ایرانی است. اما مواد آن با سایر آش‌ها فرق دارد. برای تهیه آن به پیاز، حبوبات شامل نخود، لوبیاچیتی، عدس و گندم به همراه روغن و نمک و فلفل و گوشت نیاز است. وقتی همه مواد پخت و جا افتاد آش آماده‌است و روی آن را با پیاز داغ و نعناع داغ تزیین می‌کنند.

### آش گوجه فرنگی
آش گوجه فرنگی نوع دیگری از انواع آش‌های ایرانی است. در طبخ این نوع آش از سبزیجات آش شامل تره، جعفری، گشنیز و نعناع و حبوبات چون لپه و برنج و گوجه فرنگی و روغن و نمک و فلفل استفاده می‌شود، می‌توان به این آش هم کوفته ریزه اضافه کرد. این آش با نعناع داغ تزئین و میل می‌شود.

### آش ماست
آش ماست اصفهانی از ترکیب ماست، برنج، لپه، پیاز و سیر، سبزی آش و گوشت تهیه می‌شود؛ و بعد از نهایی کردن پخت به آن ماست اضافه می‌کنند.

### آش ماستی
آش ماستی یکی از انواع غذاهای سنتی و محلی سبزواری‌ها است. در پختن این نوع آش از سبزیجات معطر و مخصوص آش نظیر تره، نعناع و اسفناج استفاده می‌شود. همچنین رشته و ماست از مواد اصلی این آش است. این غذای خوشمزه با نعنا داغ و گاهی با کمی فلفل قرمز تزئین و مصرف می‌شود.

### آش ماسوآ
یکی از آش‌های سنتی در استان‌های لرستان، کرمانشاه، ایلام و کردستان است. این آش در شهرهای بروجرد استان لرستان و شهر دزفول استان خوزستان نیز طرفداران زیادی دارد و طرز تهیه در این دو شهر نیز بسیار نزدیک به هم است. ماسوا در اصل به معنی ماست‌با بوده که با به معنی آش می‌باشد و چون در گویش کردی و لری در بسیاری از کلمات «ب» را «و» می‌گویند مثلاً آب رو می‌گویند” آو” پس «ماست باً میشه «ماست وا».

### آش ماش
آش ماش نوع دیگری از انواع آش‌های ایرانی است. در طبخ این نوع آش از سبزیجات معطر و مخصوص آش نظیر: تره، جعفری، گشنیز، شوید و حبوبات نظیر برنج و ماش و پیاز و شلغم و روغن استفاده می‌شود و این آش با نعناداغ و پیازداغ تزئین و مصرف می‌شود.

### آش مصطفی
این آش بیش تر در ایام خاص به خصوص مراسم عزاداری و سوگواری تهیه می‌شود و معمولاً بر سر سفره‌های نذری در اراک موجود می‌باشد.

### آش میوه
آش میوه مطبوع‌ترین طعم را نسبت به انواع دیگر آش‌های ایرانی دارد. در طبخ این نوع آش از سبزیجات معطر و مخصوص آش نظیر: تره، جعفری، گشنیز، نعناع، برگ چغندر و حبوبات نظیر گندم، برنج، لوبیاقرمز، نخود و پیاز و گوشت قرمز چرخ کرده و روغن و آلبالو، گوجه سبز و زردآلو استفاده می‌شود و این آش با پنج قاشق شکر مصرف می‌شود.

### آش یخ
یکی از خوراک‌های استان آذربایجان شرقی است.

### آش ترشک
آش ترشک مخصوص شهرستان اقلید است. گیاه ترشک که از گیاهان دارویی مفید است در بهار می‌روید. این گیاه در درمان فشار خون، چربی خون و صاف کردن خون نقش خوبی ایفا می‌کند. در گذشته مردم اقلید به مناسبت فرارسیدن بهار با این گیاه آش درست می‌کردند و زنده شدن طبیعت را جشن می‌گرفتند. در طبخ این آش از برنج، پیاز، فلفل، لپه، و گیاه ترشک استفاده می‌شود.

### آش گزنه
این آش از غذاهای سنتی استان مازندران است و خواصی از جمله کاهش فشار خون، قند خون و چربی خون برای آن ذکر شده‌است.